# Farthest South

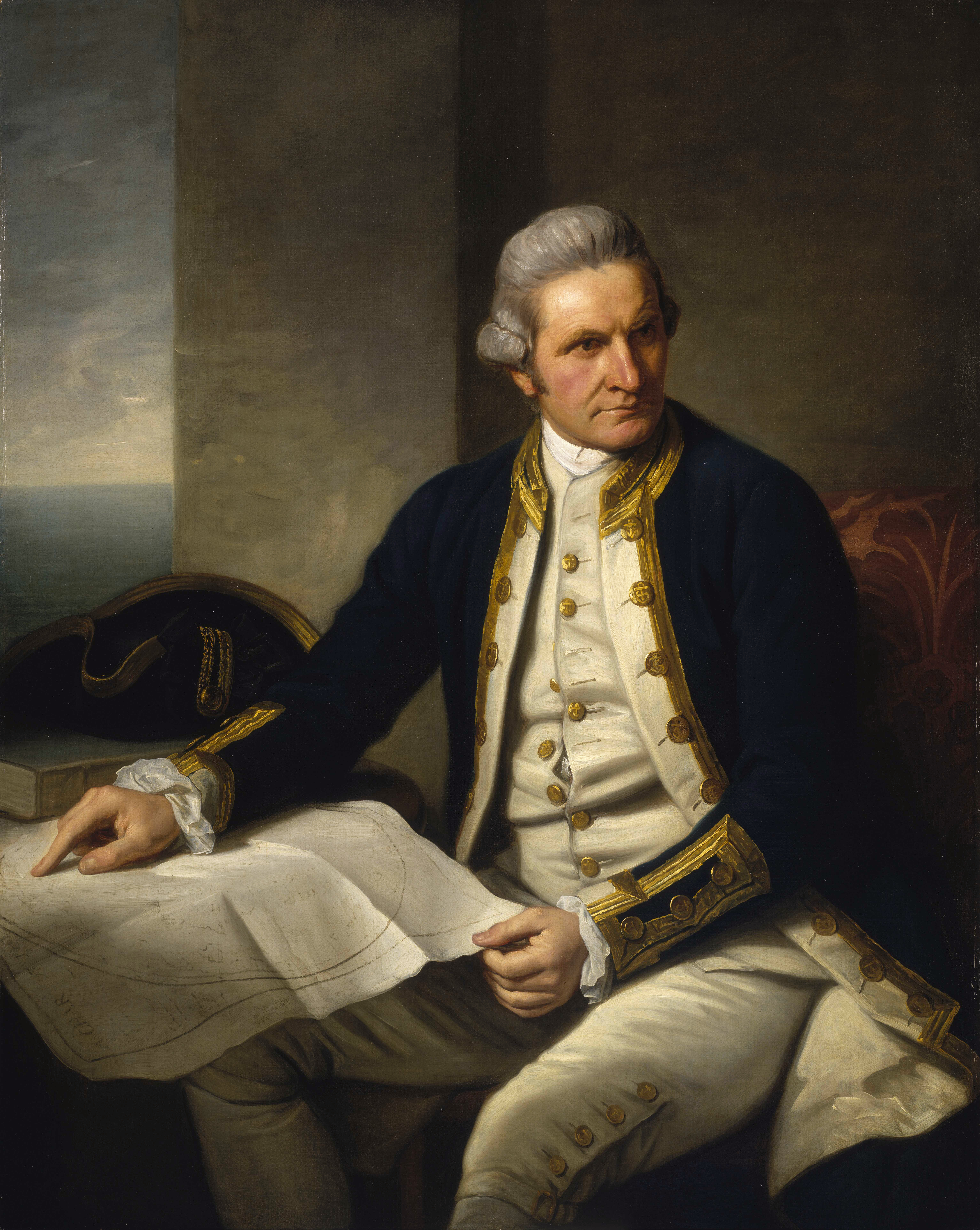
James Cook

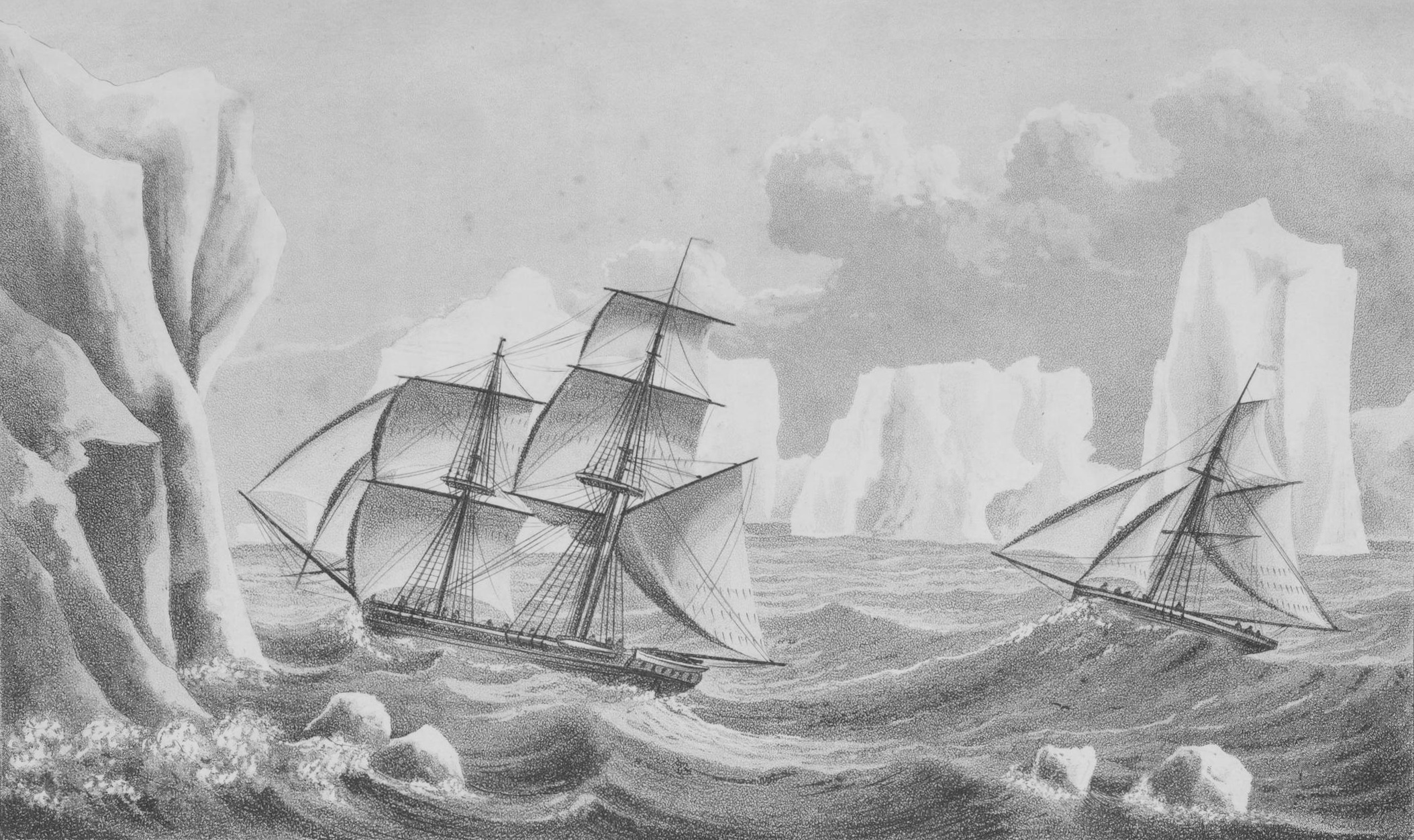
De expeditie van Weddell

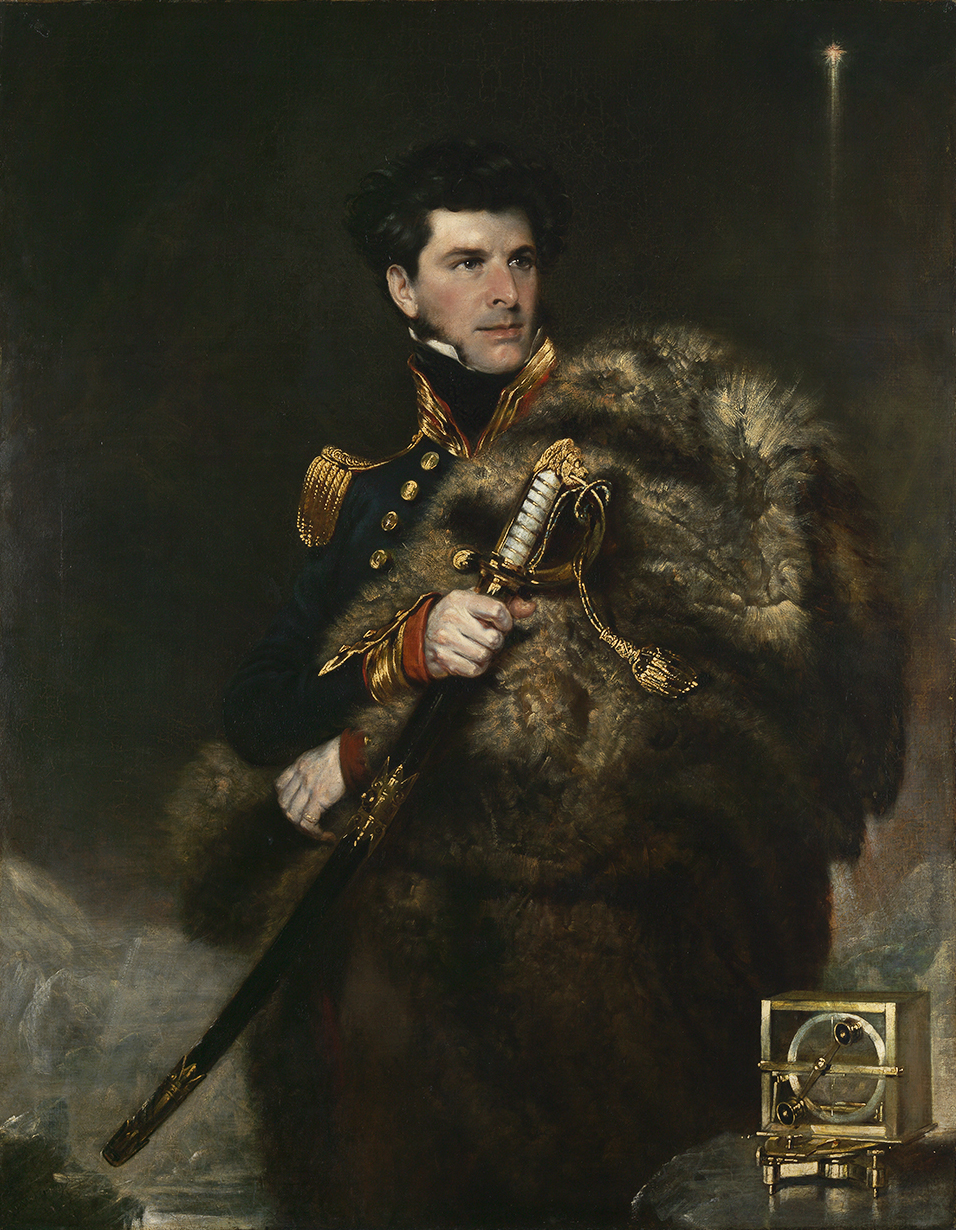
James Clark Ross

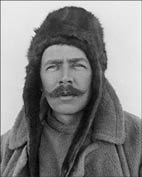
Carsten Borchgrevink

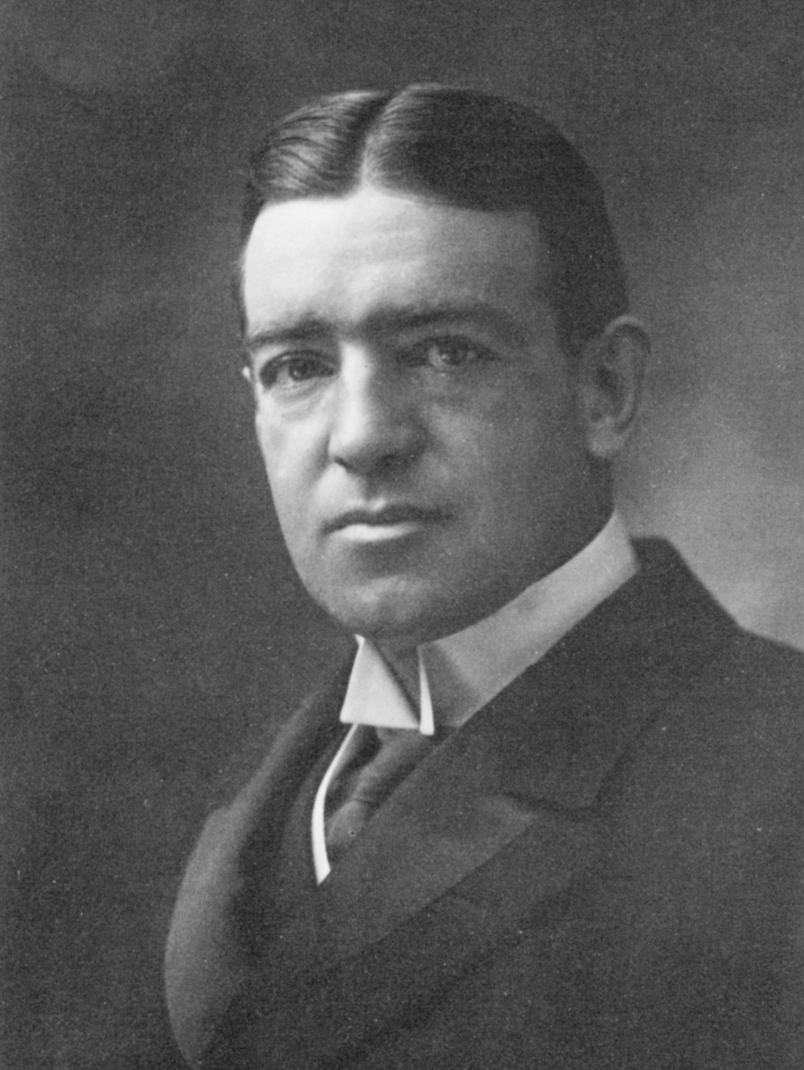
Ernest Shackleton

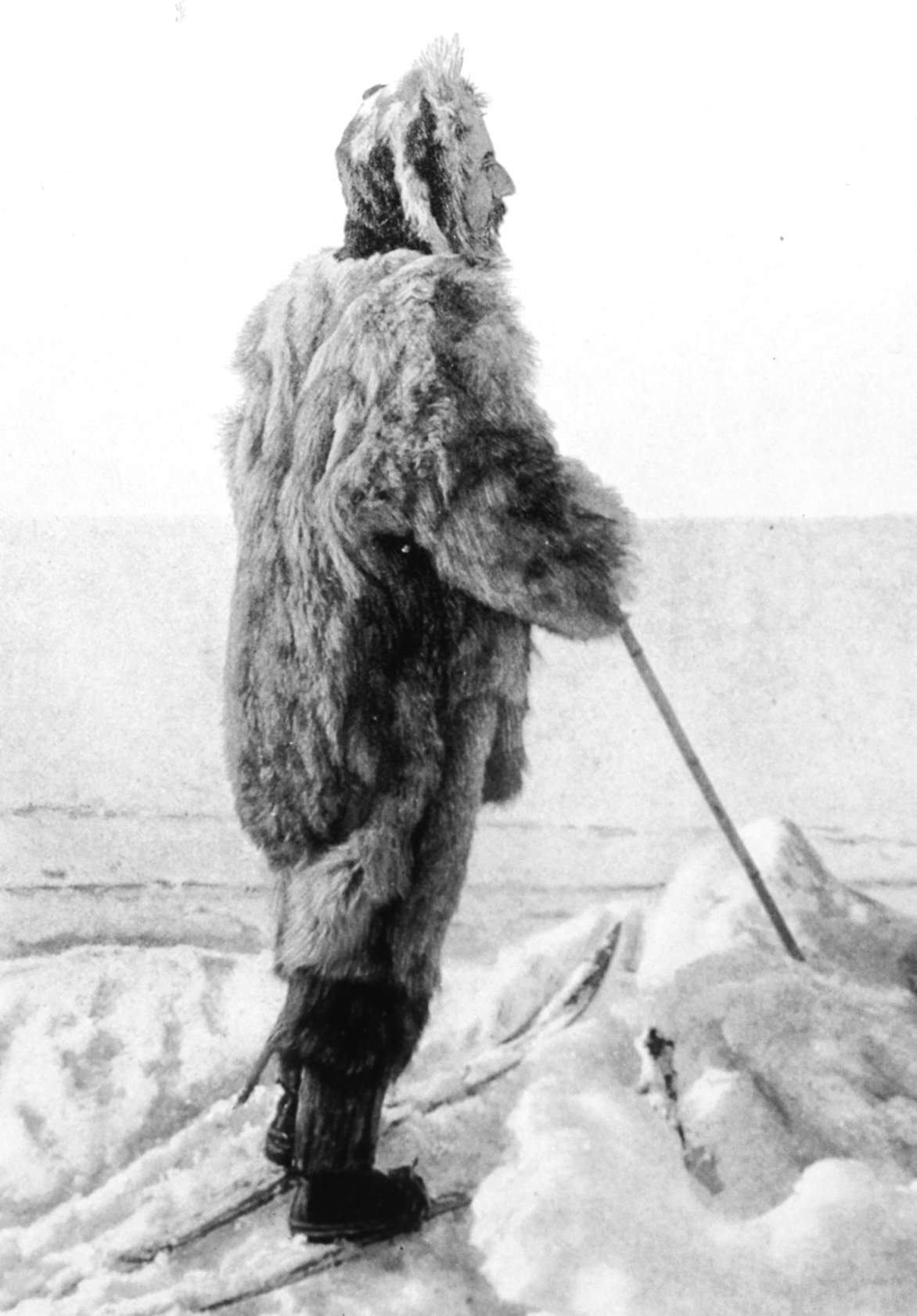
Roald Amundsen

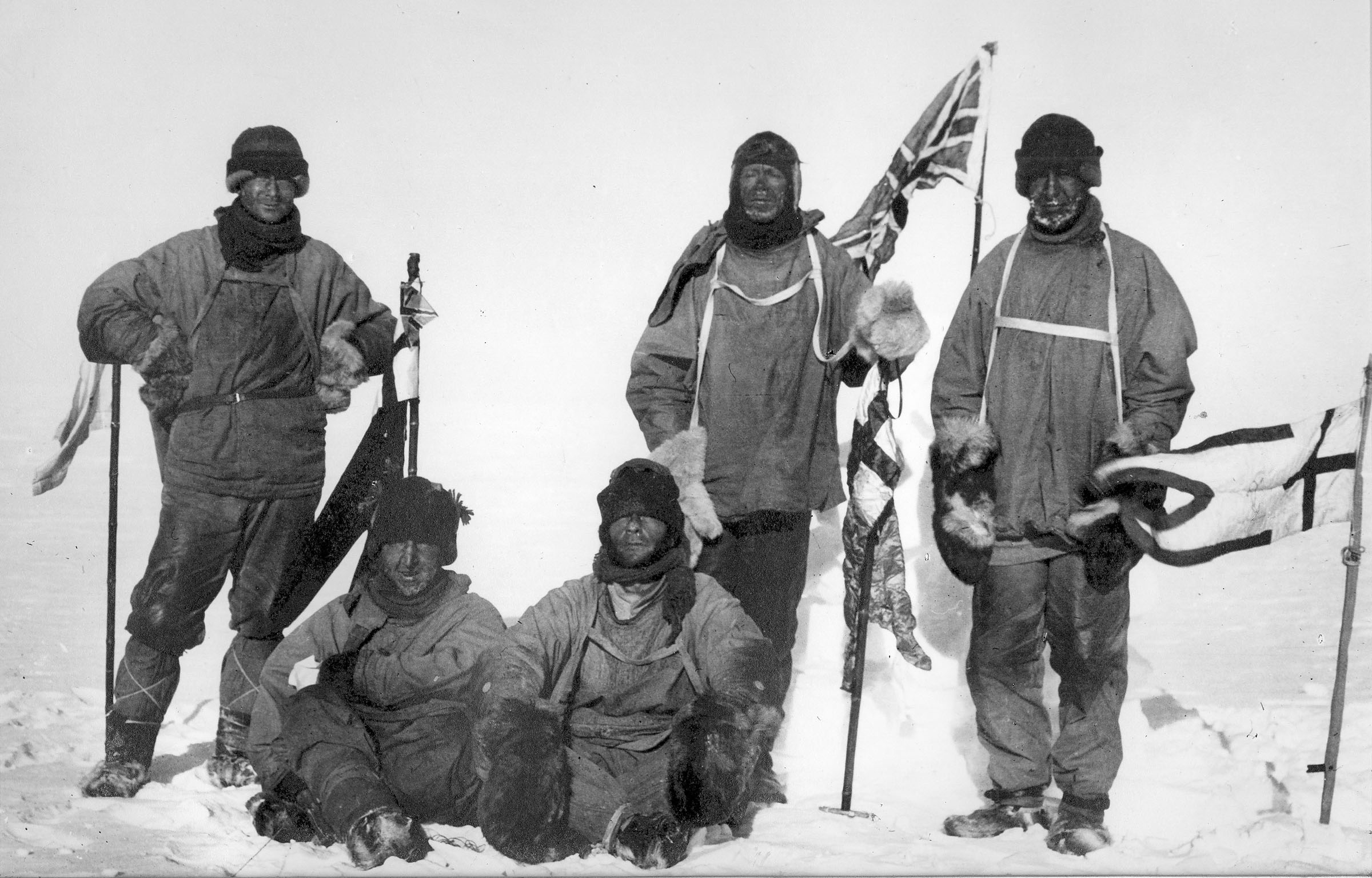
De expeditie van Scott (1912)

Farthest South zijn de meest zuidelijke breedtegraden door de mens behaald, voor het bereiken van de Zuidpool door Roald Amundsen in 1911.

## Geschiedenis

### James Cook
De eerste persoon die ten zuiden van 70 graden zuiderbreedte was James Cook (1728-1779). Cook voer met twee schepen, de HMS Revolution en de HMS Adventure, vanaf 1772 zuidwaarts. Op 22 november kwam hij aan in Kaapstad. Van daaruit voer hij naar het zuiden. Op 10 december 1772 zag Cook voor het eerst pakijs. Op 17 januari 1773 bereikten ze de zuidpoolcirkel op 66°20 graden zuiderbreedte. Verder zuidwaarts varen was niet mogelijk door het pakijs, waardoor hij rechtsomkeer maakte richting Nieuw-Zeeland.
Op 30 januari 1774 bereikten Cook en zijn bemanning 71°10 graden zuiderbreedte. Een record dat 49 jaar zou standhouden. 

### James Weddell
In 1823 bereikte James Weddell (1787-1834) 74°15 graden tot aan de Weddellzee. Weddell was zich niet bewust van het feit dat hij dicht bij land was. Hij keerde terug vanaf dit punt, omdat hij dacht dat de zee zou reiken tot aan de Zuidpool. 

### James Clark Ross
In 1839 vertrok James Clark Ross (1800-1862) op expeditie naar de Zuidpool. Zijn schip zou op nieuwjaarsdag 1841 de zuidpoolcirkel bereiken. Op 11 januari ontdekte hij een bergachtige kustlijn. Hij noemde het gebied Victorialand naar Koningin Victoria van het Verenigd Koninkrijk. Op 23 januari brak hij het record van Weddell. Enkele dagen later ontdekte hij de Mount Erebus en de Mount Terror. Ross zocht een doorgang, maar vond deze niet, waarop hij noordwaarts terugkeerde.
In 1842 vond hij een doorgang die hem zou brengen tot op 78°09 graden zuiderbreedte. Ross werd naar hem vernoemd.

### Carsten Egeborg Borchgrevink
Het zou tot het einde van de negentiende eeuw duur vooraleer het continent verder onderzocht werd. Deze tijd staat bekend als het Heroïsche tijdperk van Antarctica met tal van ontdekkingsreizigers. De naar Australië uitgeweken Noor Carsten Egeborg Borchgrevink (1864-1934) startte in 1894 een expeditie naar Antarctica. In 1895 was hij de eerste persoon die voet aan land zette op Antarctica op Kaap Adare. In 1900 keerde Borchgrevink terug naar Antarctica en volgde de route die Ross gevolgd had. Hij bereikte 78°50 graden zuiderbreedte. 

### Robert Falcon Scott
Robert Falcon Scott (1868-1912) was de eerste die Antarctica verkende op zijn Discovery-expeditie (1901-1904). Samen met Ernest Shackleton en Edward Adrian Wilson ging hij op 1 november 1902 aan land. Op 11 november bereikte hij het zuidelijkste punt dat Borchgrevink had bereikt. Op 2 december overschreden ze als eerste de grens van 80 graden zuiderbreedte. Ze behaalden 82°17 graden als zuidelijkste punt. Op de terugweg werd Shackleton terug naar Nieuw-Zeeland gestuurd door Scott omdat hij fysiek onvoldoende sterk zou zijn. Vanaf dan zouden de twee rivalen zijn.

### Ernest Shackleton
Ernest Shackleton startte met Frank Wild, Jameson Adams en Eric Marshall een nieuwe expeditie naar Antarctica, de Nimrod-expeditie. In 1908 begon zij, samen met vier pony's, een tocht naar het zuiden vanuit Hut Point. Ze bereikten volledig uitgeput 88°23 graden zuiderbreedte, op 180 kilometer van de Zuidpool. 

### Roald Amundsen
Zowel Scott als de Noor Roald Amundsen wilden als eerste de Zuidpool bereiken. Scott vertrok in 1910 met zijn Terra Nova-expeditie zuidwaarts. Amundsen vertrok in 1911 nadat zijn eerdere doel, de Noordpool, al bereikt was door Frederick Cook en Robert Peary. Amundsen vertrok in 1911 vanuit Framheim zuidwaarts. Op 20 oktober 1911 startte de Zuidpoolexpeditie van Amundsen. Amundsen had uitgekiend om de Beardmoregletsjer te vermijden, waar de Discovery-expeditie van Shackleton enkele jaren eerder problemen kende. 
Amundsen's tocht ging via het Transantarctisch Gebergte en de Axel Heiberggletsjer. Ze bereikten op 7 december het zuidelijkste punt dat Shackleton had bereikt. Ze bereikten de Zuidpool op 14 december. 33 dagen later bereikte het team van Scott dit punt.

### Latere geschiedenis
In 1929 was Richard E. Byrd de eerste die met een vliegtuig over de Zuidpool vloog. In 1955 startte George Dufek Operatie Deep Freeze om voor de Verenigde Staten Antarctica verder te ontdekken. Hij was de eerste persoon die de pool bereikte sinds Scott meer dan veertig jaar eerder. In 1956 werd het eerste zuidpoolstation, Zuidpoolstation Amundsen-Scott, gebouwd en permanent bewoond. 